# 亚历山大·罗迪奇
亚历山大·罗迪奇（Aleksander Rodić，1979年12月26日—），斯洛文尼亚足球运动员，司职前锋，从2009年加盟上海申花起，此后数年内效力于多家中国俱乐部。
2000年曾效力于贝尔格莱德红星，2005年加盟英超球队朴茨茅斯，2006-2008年转战保加利亚球队洛维奇利特克斯和国际布洛克。
2009年初，他在热身赛对阵上海申花的比赛中因为出色表现而被邀请试训，但是一开始因转会费问题而未加盟，不过之后由于国际布洛克降价而最终成交。因为注册时间原因而错过了亚冠的罗迪奇此后在联赛中成为绝对主力，出场了30场比赛中的28场，而且曾担任了前锋、前腰、后腰等不同位置。
2010年，罗迪奇租借至青岛中能。罗迪奇在该赛季攻入7球，成为球队的保级功臣。
2011年3月，罗迪奇加盟中甲天津松江，成为球队历史上第一位外援，次年续约并改穿象征核心地位的10号球衣。
2013年，罗迪奇加盟成都谢菲联，仍然身披10号战袍。